# 트래블러스 테일스
트래블러스 테일스(Traveller's Tales)는 영국의 게임 개발사이다. 1989년 존 버턴이 설립했고 본사는 런던에 있으며, 현 TT 게임의 자회사다. 1990년까지 세가, 액티비전 등 여러 회사의 하청을 받았으며, 2000년대 후반부터 워너브라더스 인터렉티브 엔터테이먼트의 자회사로 레고 게임 시리즈를 전담하여 개발하고 있다.

## 작품
| 제목                                                  | 연도 | 배급사                                                       | 비고                                                                      |
| ----------------------------------------------------- | ---- | ------------------------------------------------------------ | ------------------------------------------------------------------------- |
| Leander                                               | 1991 | 시그노시스                                                   |                                                                           |
| Bram Stoker's Dracula                                 | 1993 | 소니 이미지소프트                                            | SNES and Megadrive/Genesis versions developed alongside with 시그노시스.  |
| Puggsy                                                | 1993 | 시그노시스                                                   |                                                                           |
| Mickey Mania: The Timeless Adventures of Mickey Mouse | 1994 | 소니 이미지소프트                                            |                                                                           |
| 토이 스토리                                           | 1995 | 디즈니 인터랙티브 스튜디오/세가                              |                                                                           |
| 소닉 3D 블래스트                                      | 1996 | 세가                                                         | Sonic Team developed the Special Stage zones for the 세가 Saturn version. |
| 소닉 R                                                | 1997 | 세가                                                         |                                                                           |
| Rascal                                                | 1998 | 시그노시스                                                   |                                                                           |
| 벅스 라이프                                           | 1998 | 소니 컴퓨터 엔터테인먼트/디즈니 인터랙티브 스튜디오/액티비전 |                                                                           |
| 토이 스토리 2: Buzz Lightyear to the Rescue           | 1999 | 액티비전/디즈니 인터랙티브 스튜디오                          |                                                                           |
| Muppet RaceMania                                      | 2000 | 미드웨이 게임스/소니 컴퓨터 엔터테인먼트                     |                                                                           |
| 우주전사 버즈                                         | 2000 | 액티비전/디즈니 인터랙티브 스튜디오                          |                                                                           |
| 토이 스토리 레이서                                    | 2001 | 액티비전                                                     |                                                                           |
| Weakest Link                                          | 2001 | 액티비전                                                     |                                                                           |
| 크래쉬 밴디쿳: 마왕의 부활                            | 2001 | 유니버설 인터랙티브                                          |                                                                           |
| Haven: Call of the King                               | 2002 | 미드웨이 게임스                                              |                                                                           |
| 니모를 찾아서                                         | 2003 | THQ                                                          |                                                                           |
| Crash Twinsanity                                      | 2004 | 비벤디 유니버설 게임스/시에라 엔터테인먼트                   |                                                                           |
| Spyro: A Hero's Tail                                  | 2004 | 비벤디 유니버설 게임스                                       | Developed alongside with Eurocom.                                         |
| 레고 스타워즈: The Video Game                         | 2005 | 루카스아츠                                                   |                                                                           |
| F1 그랑프리                                           | 2005 | 소니 컴퓨터 엔터테인먼트                                     |                                                                           |
| 나니아 연대기: 사자, 마녀, 그리고 옷장                | 2005 | 부에나 비스타 게임스                                         |                                                                           |
| World Rally Championship                              | 2005 | 소니 컴퓨터 엔터테인먼트                                     |                                                                           |
| Super Monkey Ball Adventure                           | 2006 | 세가                                                         |                                                                           |
| 레고 스타워즈 II: The Original Trilogy                | 2006 | 루카스아츠                                                   |                                                                           |
| 바이오니클 히어로즈                                   | 2006 | 에이도스 인터랙티브                                          |                                                                           |
| 트랜스포머: 더 게임                                   | 2007 | 액티비전                                                     |                                                                           |
| 레고 스타워즈: The Complete Saga                      | 2007 | 루카스아츠                                                   |                                                                           |
| 레고 인디아나 존스: The Original Adventures           | 2008 | 루카스아츠                                                   |                                                                           |
| 레고 배트맨: 더 비디오게임                            | 2008 | 워너 브라더스 인터랙티브 엔터테인먼트                        |                                                                           |
| 나니아 연대기: 캐스피언 왕자                          | 2008 | 디즈니 인터랙티브 스튜디오                                   |                                                                           |
| 레고 인디아나 존스 2: The Adventure Continues         | 2009 | 루카스아츠                                                   |                                                                           |
| 레고 해리 포터: 이어스 1–4                            | 2010 | 워너 브라더스 인터랙티브 엔터테인먼트                        |                                                                           |
| 레고 스타워즈 3: 클론 전쟁                            | 2011 | 루카스아츠                                                   |                                                                           |
| 레고 캐리비안의 해적: The Video Game                  | 2011 | 디즈니 인터랙티브 스튜디오                                   |                                                                           |
| 레고 해리 포터: 이어스 5–7                            | 2011 | 워너 브라더스 인터랙티브 엔터테인먼트                        |                                                                           |
| 레고 배트맨 2: DC 슈퍼 히어로즈                       | 2012 | 워너 브라더스 인터랙티브 엔터테인먼트                        |                                                                           |
| 레고 반지의 제왕                                      | 2012 | 워너 브라더스 인터랙티브 엔터테인먼트                        |                                                                           |
| 레고 마블 슈퍼 히어로즈                               | 2013 | 워너 브라더스 인터랙티브 엔터테인먼트                        |                                                                           |
| 레고 호빗                                             | 2014 | 워너 브라더스 인터랙티브 엔터테인먼트                        |                                                                           |
| 레고 배트맨 3: 비욘드 고담                            | 2014 | 워너 브라더스 인터랙티브 엔터테인먼트                        |                                                                           |
| 레고 디멘션                                           | 2015 | 워너 브라더스 인터랙티브 엔터테인먼트                        |                                                                           |
| 레고 마블 어벤저스                                    | 2016 | 워너 브라더스 인터랙티브 엔터테인먼트                        |                                                                           |
| 레고 월드                                             | 2017 | 워너 브라더스 인터랙티브 엔터테인먼트                        |                                                                           |